# Фукс, Эмиль (теолог)
Эмиль Фукс (нем. Emil Fuchs; 13 мая 1874, Берфельден — 13 февраля 1971, Восточный Берлин) — немецкий теолог и педагог.
Будучи религиозным социалистом, Фукс стал одним из первых лютеранских пасторов, вступивших в Социал-демократическую партию Германии. Как убежденный пацифист он позже стал членом Религиозного общества Друзей (квакеров). В 1934—1935 годах Фукс возглавлял братство в Вудбрукском колледже (ныне Вудбрукский квакерский учебный центр), Селли Оук, Бирмингем (Великобритания).

## Роль в ГДР
Фукс был убежденным христианином и социалистом. Он написал ряд книг об отношениях марксизма с христианством. В 1958 году стал почётным членом восточногерманского Христианско-демократического союза, который участвовал в правительстве Восточной Германии и проводил прокоммунистический курс. 9 февраля 1961 года Фукс стал членом Христианской комиссии, которая была призвана вести дискуссию по вопросам государства и церкви с руководителем ГДР Вальтером Ульбрихтом. С тех пор Эмиль Фукс был вовлечен в процесс нормализации отношений между государством и церковью в Восточной Германии. Хотя Фукс был преданным сторонником ГДР, иногда он выступал против линии партии. Фукс был против преследования молодёжных конгрегаций в 1950-х годах, а когда в Восточной Германии была введена всеобщая воинская повинность, ему удалось убедить коммунистических лидеров разрешить альтернативную гражданскую службу. Те, кто отказывался проходить обычную службу в армии, соответственно, могли служить в строительных войсках и работать на строительстве.

## Семья

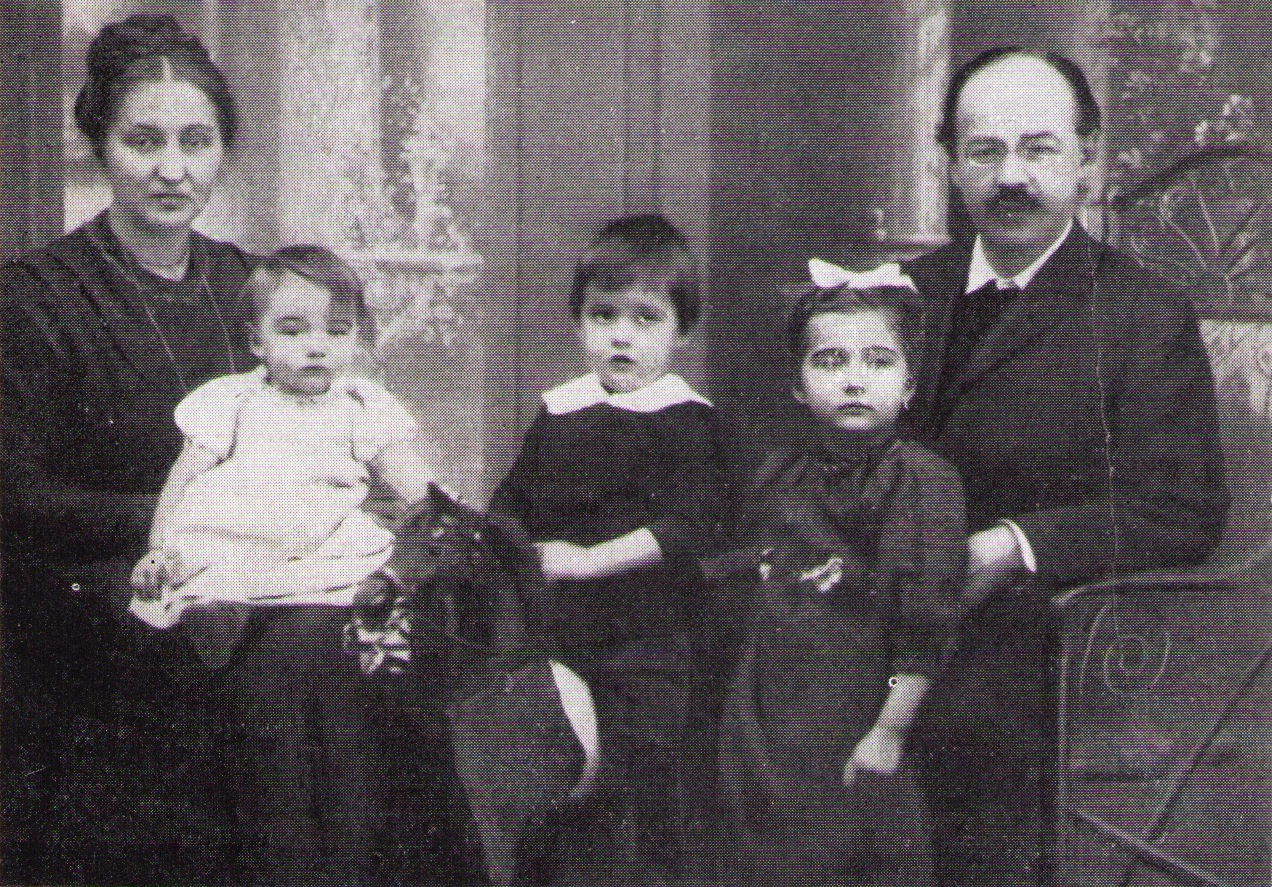
Эмиль Фукс в 1912 году с женой и тремя старшими детьми

В 1906 году он женился на Эльзе Вагнер (1875—1931), дочери немецкого агрохимика Пауля Вагнера, которая позже покончила жизнь самоубийством. У них было четверо детей: Элизабет (1908—1938, самоубийство), Герхард (1909—1951), Клаус (1911—1988) и Кристель (род.1913). Как и их отец, дети Фукса были сторонниками социалистических идей. Его сын Клаус Фукс, физик, был «атомным шпионом», признанным виновным в передаче СССР информации о разработках и создания атомного оружия, которые велись в США и Великобритании во время и сразу после Второй мировой войны. Эмиль Фукс позже прокомментировал, что он гордится поступком своего сына, и что тот стал одним из спасителей человечества. Деятельность Клауса, по его мнению, возможно, помогла предотвратить третью мировую войну, которая вполне могла тогда случиться.